# Schöchleins
Schöchleins (oberfränkisch: Schechlets bzw. Schöchles) ist ein Gemeindeteil der Gemeinde Mistelgau im Landkreis Bayreuth (Oberfranken, Bayern). Schöchleins liegt in der Gemarkung Wohnsgehaig.

## Geografie
Die Einöde liegt am Fuße des Neubürg (586 m ü. NHN, 0,6 km nordwestlich). Im Nordwesten reicht ein Ausläufer eines tief eingeschnittenen Grabens dorthin, dessen Quellbach ausgetrocknet ist. Ein Anliegerweg führt nach Wohnsgehaig (0,7 km westlich) bzw. zu einer Gemeindeverbindungsstraße, die nach Gollenbach (1 km nordöstlich) verläuft.

## Geschichte
1417 wurde ein „Heinrich Kunlein zu Schotleinß“ erwähnt. Dies ist zugleich die erste namentliche Erwähnung des Ortes. Der Ortsname leitet sich vom Familiennamen Schöttlein (Schott) des ursprünglichen Besitzers des Hofes, ab. Der Name gilt auch an anderer Stelle zu dieser Zeit als bezeugt. Zu dem Hof gehörten ein Wohnhaus samt Stadeln, 30 Tagewerk Ackerland, 10 Tagewerk Wiesen, ein Holzrangen und eine Hutweide. Der Ort lag im Fraischbezirk des bambergischen Amtes Waischenfeld. Seit 1573 hatte das Kastenamt Waischenfeld die Grundherrschaft.
Mit dem Gemeindeedikt (frühes 19. Jahrhundert) wurde Schöchleins der Ruralgemeinde Wohnsgehaig zugewiesen. Am 1. Juli 1972 wurde diese im Zuge der Gebietsreform in Bayern in die Gemeinde Mistelgau eingegliedert.

## Einwohnerentwicklung
| Jahr      | 001861 | 001871 | 001885 | 001900 | 001925 | 001950 | 001961 | 001970 | 001987 |
| Einwohner | 12     | 9      | 9      | 10     | 11     | 21     | 8      | 7      | 5      |
| Häuser    |        |        | 1      | 1      | 2      | 2      | 2      |        | 2      |
| Quelle    | [ 8 ]  | [ 9 ]  | [ 10 ] | [ 11 ] | [ 12 ] | [ 13 ] | [ 14 ] | [ 15 ] | [ 1 ]  |

## Religion
Die Bewohner mit evangelisch-lutherischem Bekanntnis sind nach St. Bartholomäus (Mistelgau) gepfarrt, die Katholiken nach St. Martin (Nankendorf).